# Лукашевич Михайло Георгійович
Михайло Георгійович Лукашевич (26 травня 1956, Москва — 20 березня 2023, Німеччина) — український топ-менеджер у сфері інформаційних технологій. Колишній керівник представництва корпорації ASUS в Україні.

## Життєпис
Випускник Київського політехнічного інституту, кандидат технічних наук, доцент. Закінчив міжнародні курси маркетингу і менеджменту.
Обіймав низку керівних посад у провідних вітчизняних та міжнародних IT-компаніях, мав досвід організації та ведення міжнародного бізнесу. В останні роки обіймав посади директора з бренд-продуктів компанії ASBIS Enterprises, директора з розвитку бізнесу компаній Everest і DataLux. З грудня 2005 до грудня 2022 очолював Представництво компанії ASUS в Україні.
Мав двох дочок.

## Відзнаки
В 2006 за версією Видавничого дому ITC був обраний «людиною року» за розвиток IT-бізнесу в Україні.
У 2007 році нагороджений медаллю Української православної церкви «Святий князь Володимир».